# Јерез (река)
Јерез је река која извире на планини Цер близу места Чокешина; пролази кроз Прњавор и Штитар где добија као притоке мање потоке и канале са Цера. Јерез је дугачак 56 km, а површина слива 503 m². Улива се Саву код Шапца. То је најдужа притока Саве у Мачви. Доњи ток Јереза представља депресију са одликама барског подручја.